# Andersonville (Georgia)
Andersonville – miasto w Stanach Zjednoczonych, w stanie Georgia, w hrabstwie Sumter.